# Sedum gypsicola
Sedum gypsicola är en fetbladsväxtart som beskrevs av Pierre Edmond Boissier och Reuter. Sedum gypsicola ingår i Fetknoppssläktet som ingår i familjen fetbladsväxter. Inga underarter finns listade i Catalogue of Life.